# スティダー
スティダー（Suthida, สุทิดา ：1978年6月3日 - ）は、タイ王国国王ラーマ10世の王妃。旧名、スティダー・ティトチャイ（タイ語: สุทิดา ติดใจ)、スティダー・ワチラロンコン・ナ・アユタヤ（タイ語: สุทิดา วชิราลงกรณ์ ณ อยุธยา)。
元スチュワーデス。日本航空、タイ国際航空を経て、2010年からタイ陸軍に所属する軍人で、2014年より王室警護部隊の副司令官を務める。2016年、軍歴わずか6年で将軍（陸軍大将）に昇格。2019年5月1日、バンコク王宮にてシリントーン王女、プレーム・ティンスーラーノン枢密院議長を証人とし結婚。同月4日のワチラーロンコーン戴冠式に王妃として参列し、一般参賀にも応えた。